# Tetraoninae
Los tetraóninos (Tetraoninae) son una subfamilia de aves galliformes de la familia de los faisánidos que incluye los urogallos, lagópodos, gallos liras, grévoles y gallos de las praderas. Habitan en regiones de clima templado y subártico del Hemisferio Norte. A veces se cazan para alimentación.[cita requerida] A veces se considera una familia (Tetraonidae).
Los machos son a menudo polígamos, y muchos tienen complejos despliegues de cortejo reproductivo. Se alimentan principalmente de hierbas, insectos, sobre todo al alimentar a los jóvenes. Estas aves tienen las patas con plumas hasta los dedos del pie. La mayoría de las especies son residentes durante todo el año, y no emigran.

## Especies
- Urogallo siberiano, Falcipennis falcipennis (Hartlaub, 1855)
- Urogallo canadiense, Canachites canadensis (Linnaeus, 1758)
- Urogallo de las Rocosas, Dendragapus obscurus (Say, 1823)
- Urogallo fuliginoso, Dendragapus fuliginosus (Ridgway, 1874)
- Lagópodo común, Lagopus lagopus (Linnaeus, 1758)
- Lagópodo alpino, Lagopus muta (Montin, 1781)
- Lagópodo coliblanco, Lagopus leucura (Richardson, 1831)
- Lagópodo escocés, Lagopus scotica (Latham, 1787)
- Gallo lira caucasiano, Lyrurus mlokosiewiczi (Taczanowski, 1875)
- Gallo lira común, Tetrao tetrix (Linnaeus, 1758)
- Urogallo común, Tetrao urogallus Linnaeus, 1758
- Urogallo piquinegro, Tetrao parvirostris Bonaparte, 1856
- Grévol común Tetrastes bonasia (Linnaeus, 1758)
- Grévol chino, Tetrastes sewerzowi Prjevalsky, 1876
- Grévol engolado Bonasa umbellus (Linnaeus, 1766)
- Urogallo de las artemisas, Centrocercus urophasianus (Bonaparte, 1827)
- Urogallo de Gunnison, Centrocercus minimus Young,JR, Braun,CE, Oyler-McCance,SJ, Hupp,JR & Quinn,TW, 2000
- Gallo de las praderas rabudo, Tympanuchus phasianellus (Linnaeus, 1758)
- Gallo de las praderas grande, Tympanuchus cupido (Linnaeus, 1758)
- Gallo de las praderas chico, Tympanuchus pallidicinctus (Ridgway, 1874)

## Características
Como típicos Galliformes, los urogallos son regordetes y fornidos, con cuello corto, patas cortas y pico corto. La longitud del cuerpo oscila entre 30 y 90 cm, el peso entre 260 g y 6 kg. La especie más pequeña es el urogallo avellano, la más grande es el urogallo macho.
Las alas son cortas y redondeadas. Permiten un vuelo que consume energía con rápidos batidos de ala y cortas fases de planeo, lo que da lugar a una trayectoria de vuelo ondulada. Las especies que viven en el bosque utilizan esta capacidad en muy pocas ocasiones. A menudo se limitan a volar desde el suelo hasta una rama más alta, por ejemplo cuando huyen de los depredadores. Los urogallos también recorren distancias más largas, excepcionalmente hasta 30 km. Sin embargo, esto es raro, incluso en estas especies los vuelos rara vez conducen a distancias superiores a los 200 metros.
Como adaptación a los hábitats fríos, los urogallos tienen un plumaje extraordinariamente denso. Las plumas tienen un segundo eje muy grande (eje del ano). El plumaje del urogallo avellano representa el 22% del peso corporal total. Las fosas nasales también están emplumadas, al igual que las patas hasta la base de los dedos, y en el urogallo incluso los propios dedos. Esto no sólo es una protección contra el frío, sino que también evita que se hundan en la nieve.
Los tonos grises y marrones dominan el color del plumaje. Mediante rayas, manchas y patrones de escamas, a menudo se consigue una adaptación del color al subsuelo (camuflaje). Una excepción son los machos del género Tetrao, que tienen el plumaje negro. Destacan por su color las protuberancias que sobresalen por encima de los ojos, llamadas "rosas". Estas son rojas y mucho más pronunciadas en el macho; en las hembras suelen estar ocultas bajo las plumas. Durante el cortejo, estas protuberancias se hinchan y se vuelven aún más luminosas.

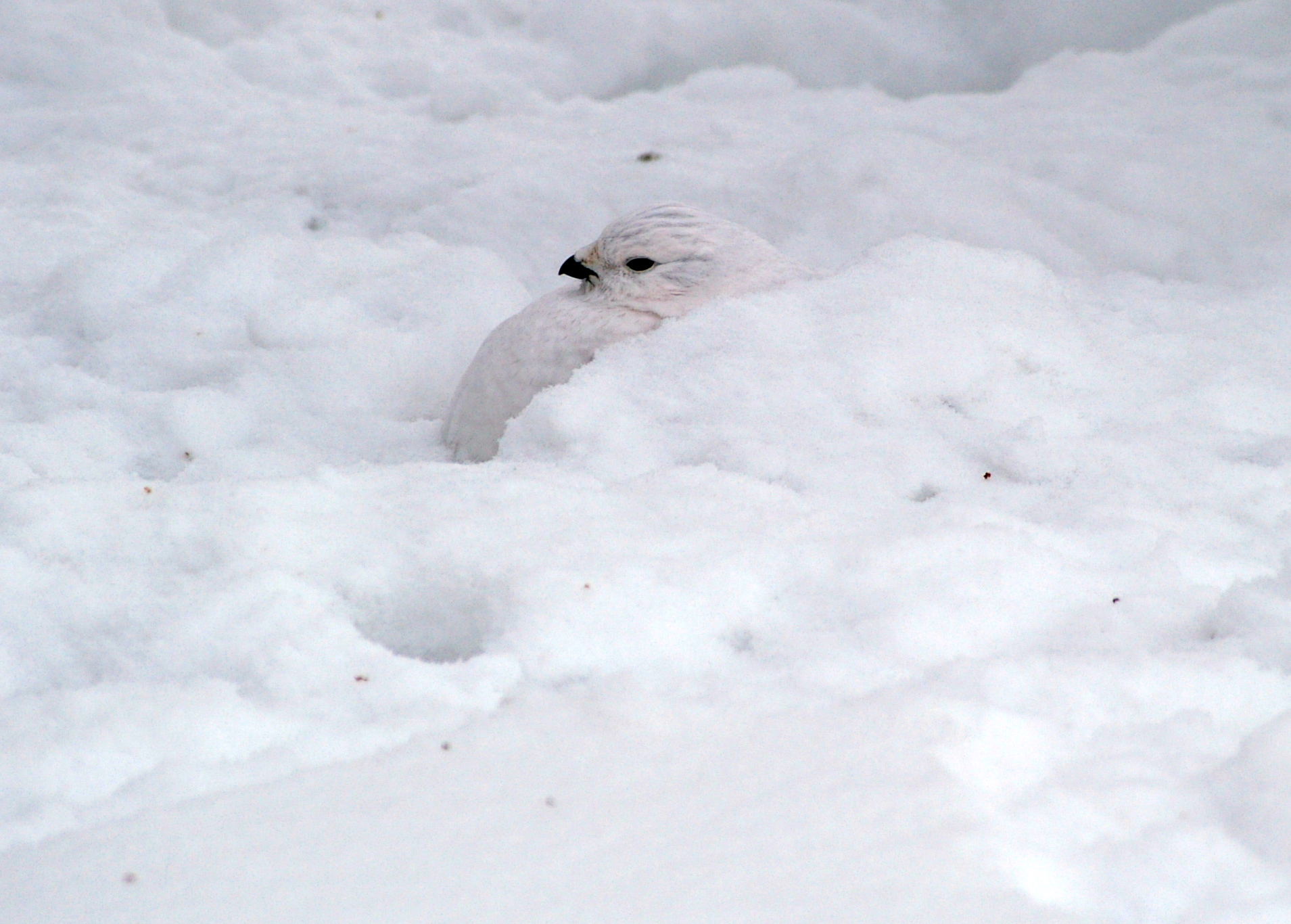
Los tarugos se adaptan perfectamente a su entorno con el plumaje de invierno.

Una característica especial es el cambio de plumaje estacional de las perdices. En invierno, su plumaje se vuelve blanco, lo que hace que los enemigos no los detecten en la nieve. Para perfeccionar el camuflaje, otras especies suelen tener diferentes morfos. El urogallo tiene un morfo gris y otro marrón rojizo, cada uno de los cuales es particularmente común cuando coincide con la coloración del suelo del bosque.
El dimorfismo sexual es extremo en algunas especies y apenas está presente en otras. En el urogallo de las nieves y el avellano, por ejemplo, apenas se distinguen los sexos. En cambio, en el urogallo y el urogallo negro, los machos son mucho más grandes y pesados que las hembras. Un urogallo, por ejemplo, alcanza un peso de 6 kg, una gallina, sin embargo, como mucho 2 kg.
La longitud del intestino está relacionada con la dieta pobre en nutrientes. Especialmente el apéndice es extraordinariamente largo: tiene entre el 60 y el 140 % de la longitud del resto del tubo digestivo (por ejemplo en la codorniz es el 35 %). El buche y el estómago muscular también están agrandados.
Una tráquea ampliada permite a los urogallos realizar llamadas especialmente largas, que pueden oírse a 3 o 4 km de distancia. En algunas especies (gallina de las praderas, urogallo), las bolsas de la garganta llenas de aire también desempeñan un papel en la producción de sonidos. Las hembras son las más ruidosas, mientras que los machos suelen limitarse a gruñidos, siseos y cacareos. El urogallo es otro caso especial, cuyo canto silbante recuerda más a un pájaro cantor que a un pájaro gallináceo.
Además de los sonidos vocales, también son significativos otros sonidos como el fuerte batir de las alas ("burren"), el abanico de la cola o el estampido con las patas. Se utilizan principalmente durante el cortejo.

## Modo de vida

### Actividad

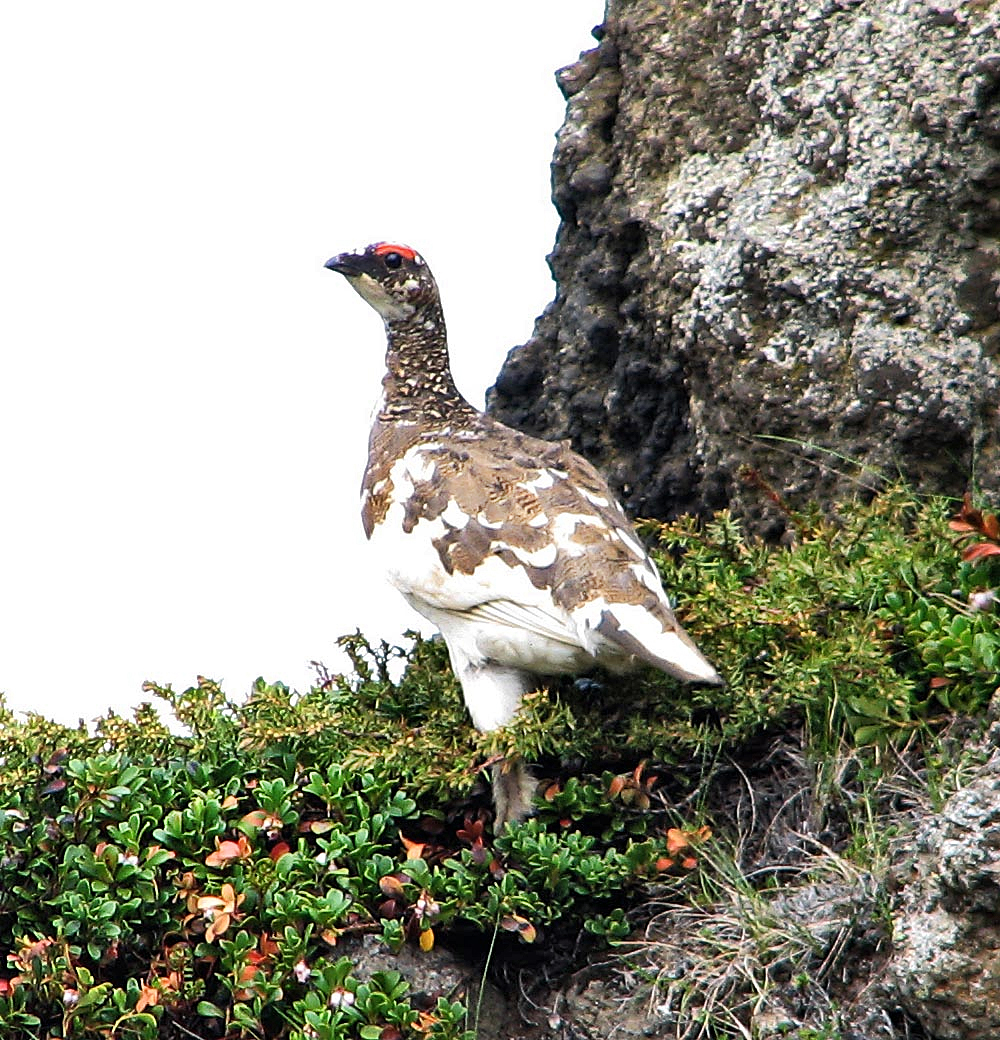
La perdiz alpina vestida de verano

Aunque los urogallos son diurnos, rara vez se ven debido a su estilo de vida oculto. Son más activos al anochecer, que es también el momento en que buscan comida, ocupando sólo una o dos horas del día. Los lugares de descanso están en lugares ocultos, por ejemplo, en arbustos densos. En invierno, las madrigueras se excavan en la nieve con las patas. Para ello, el pollo primero cava verticalmente hacia abajo y luego un pasaje horizontal de dos a tres veces la longitud de su cuerpo. El techo de la cámara de nieve sólo tiene unos 5 cm de grosor. El túnel de entrada está cerrado detrás del pájaro, el suministro de oxígeno está asegurado por un pequeño agujero de pico en el techo. Las cuevas de nieve permiten sobrevivir incluso a temperaturas exteriores de -50 °C; en tales condiciones, la cueva de nieve de un urogallo sigue siendo de 0 °C.
Entre los urogallos hay tanto especies claramente solitarias (el urogallo de las avellanas) como otras muy sociables (el pollo de las praderas).

### Dieta
La dieta del urogallo es principalmente vegetal. En la gallina de las praderas y en la gallina de las praderas menor, los insectos constituyen el 50% de la dieta, mientras que en todas las demás especies los insectos sólo son consumidos por las aves jóvenes y casi no por los adultos.
En verano, la dieta del urogallo consiste principalmente en flores, bayas, frutos y hojas, mientras que las semillas típicas del urogallo no se comen. En invierno, en cambio, la dieta se vuelve muy unilateral, lo que está relacionado con el bajo espectro de alimentos disponibles. Se consumen principalmente agujas de pino y brotes. Una dieta tan unilateral, que además sólo contiene un bajo valor calórico fisiológico y pocas proteínas, es bastante rara en el mundo de las aves. Esta dieta es posible gracias a la falta de ejercicio del urogallo y a la anatomía de su sistema digestivo. La preparación de los alimentos tiene lugar principalmente en los apéndices emparejados, que a menudo superan la longitud del intestino delgado. La superficie de absorción de los apéndices está muy aumentada por 7 a 10 pliegues que se proyectan en el lumen.
Todos los urogallos consumen gastrolitos para facilitar la digestión. La falta de gastrolitos puede ser fatal para el urogallo en invierno.

### Reproducción

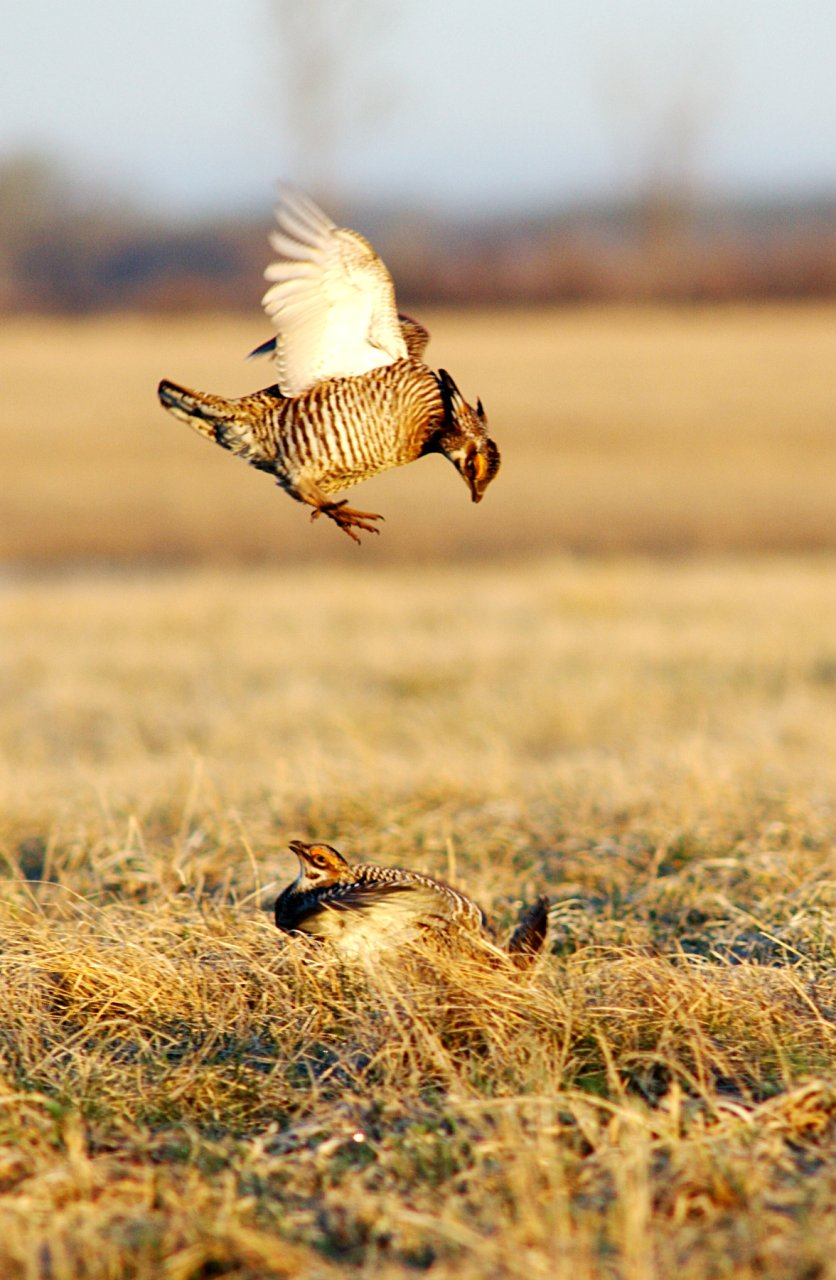
guro de las praderas en exhibición de cortejo en el lek.

Hay muchas estrategias reproductivas diferentes en los urogallos. El urogallo negro, el pollo de las praderas y el urogallo de Sage pertenecen a especies que practican poliginia, en la que varios machos se reúnen en un sector (Leks) y se presentan a las hembras. Por el contrario, la perdiz y el urogallo son estrictamente monógamos. Además, existen varios estadios intermedios, como en el urogallo, que es polígamo pero no realiza el cortejo en los leks.
En el urogallo negro se suelen reunir de seis a doce machos en un lek, en el pollo de las praderas de ocho a nueve, en el urogallo de las salvias incluso hasta 400 individuos. Dentro de esa arena, cada macho defiende su propio territorio. En el urogallo esto no es más grande que 1 m². Los lugares más codiciados están en el centro, donde los territorios son más pequeños. El cortejo implica un gran número de gestos ritualizados, como asentir con la cabeza, abrir las alas, levantar y agitar la cola, estampar las patas y saltar en el aire. En el urogallo, esto va acompañado de sonidos que se producen cuando los sacos de aire se vacían repentinamente. Las hembras entonces toman una decisión y se aparean con un macho en particular. En el pollo de las praderas, un solo macho realiza entre el 71 y el 89% de las cópulas. Un desequilibrio similar existe en los leks de los gordos, donde el 90% de las cópulas son realizadas por sólo el 10% de los machos.
Los machos no participan en el negocio de la cría, por lo que las hembras son abandonadas a su suerte tras la cópula. La gallina busca primero un lugar para anidar. El nido casi siempre se construye en el suelo, a menudo escondido bajo los arbustos. Para ello, se excava una depresión de 15 a 25 cm de ancho en el suelo o se utiliza una depresión natural. Está revestido de ramitas, hierbas y hojas. Los seis a doce huevos tienen un tamaño que oscila entre 4 × 2,9 cm (urogallo) y 5,7 × 4,2 cm (urogallo) y suelen ser de color amarillento, o rojizo o verdoso en algunas especies. Tienen manchas negras o marrones.
La cría dura de 21 a 26 días. La hembra permanece inmóvil en el nido la mayor parte del tiempo y sólo lo abandona durante el crepúsculo para buscar comida. La ocultación y la inmovilidad son la única protección del urogallo frente a los depredadores. A pesar de la escasa visibilidad, las especies de pastizales abiertos pierden al menos el 50% de las crías a manos de los depredadores.
Las crías son claramente precoces, capaces de caminar y alimentarse por sí mismos inmediatamente de romper el cascarón y capaces de volar después de sólo diez días. No obstante, dependen de la compañía de la madre, que les ofrece protección contra el frío y la lluvia bajo sus alas. A una llamada de alarma de la gallina, las crías salen corriendo en diferentes direcciones. Para distraer a los depredadores, las gallinas también fingen heridas. Ocasionalmente protegen a sus crías atacando a un depredador. Sin embargo, cerca de la mitad de las aves jóvenes mueren durante los primeros meses debido a las condiciones meteorológicas extremas o a los depredadores.
La esperanza de vida del urogallo es extraordinariamente corta. Un urogallo vive una media de dos años. Para el urogallo avellano, incluso, sólo se dan diez meses como promedio de vida.

### Enemigos
Entre los enemigos del urogallo se encuentran, entre los mamíferos, la marta, el lince, el zorro y el lobo, entre las aves, las aves de presa y los búhos. El azor se ha especializado prácticamente en el urogallo en amplias zonas del norte del Holártico. Es el enemigo más importante del urogallo avellano, del urogallo de las nieves y del urogallo de las rocas.

## El ser humano y los urogallos
La caza del urogallo comenzó probablemente con la llegada del hombre a Eurasia. Ya desde el Paleolítico se han recuperado huesos de urogallo en fosas de residuos. La carne de estos pollos sigue siendo importante hoy en día entre los pueblos nórdicos, como los samis o los esquimales. La domesticación de una especie, en cambio, no se ha intentado nunca, que sepamos.
A lo largo de los siglos, la caza ha hecho que las poblaciones de muchas especies disminuyan considerablemente. A finales de la década de 1970, se disparaban anualmente 8,5 millones de urogallos en Norteamérica. En Europa, las cifras eran igual de elevadas a principios del siglo XX. Hoy en día, los urogallos, el urogallo negro y el avellano se han convertido en una rareza en el centro y el norte de Europa. El Naturschutzbund Deutschland incluye al urogallo y al gallo lira como amenazados de extinción y al avellano como en peligro de extinción en su lista roja de aves reproductoras de Alemania.
Sin embargo, debido a las poblaciones aseguradas en los bosques de Siberia, las tres especies mencionadas se consideran globalmente no amenazadas. Tres especies figuran en la lista de la IUCN en peligro de extinción. En peligro crítico se encuentra el urogallo de Gunnison debido a su pequeña y fragmentada área de distribución y a la disminución de su población. Desde 2004, el urogallo grande también se considera en peligro. En su día fue un ave muy común, pero ha sufrido un dramático descenso de su población, principalmente debido a la conversión de la pradera en tierras agrícolas. El urogallo chico tuvo que ser incluido en la lista de especies en peligro de extinción ya en el año 2000.

## Evolución
Hasta el Pleistoceno inferior, los restos fósiles de Tetraoninae son escasos y fragmentarios, probablemente porque los suelos de los entornos donde viven estas aves, como los bosques, no son propicios para la fosilización. Los fósiles del Pleistoceno proceden generalmente de los desechos alimenticios de los lugares habitados por los humanos prehistóricos.
Varias especies fósiles del Mioceno han sido identificadas como tetras, por ejemplo, Palaealectoris incertus (Wetmore, 1930) y Tympanuchus stirtoni (Brodkorb, 1964) del Mioceno inferior, así como Archaeophasianus roberti (Stone, 1915) y A. mioceanus (Shufeldt, 1915) del Mioceno superior. Su atribución a esta subfamilia es ahora discutida.
El origen de los Tetraoninae parece ser mucho más reciente, siendo los restos más antiguos los de Tetrao rhodopensis (Boev, 1998) del Plioceno inferior de Bulgaria y los de Lagopus atavus (Jánossy, 1974) del Plioceno inferior de Bulgaria y la Alta Polonia. Otros restos son del Plioceno tardío y de todo el Pleistoceno de Europa y Asia, mientras que los más antiguos de Norteamérica son del Pleistoceno temprano. Este registro fósil indicaría un origen euroasiático de los Tetraoninae una hipótesis que se contradice con los datos moleculares que situarían esta aparición en Norteamérica
El clado monofilético de los Tetraoninae parece haber divergido de los otros Phasianidae, en particular de Meleagris gallopavo, hace 6,3 millones de años, y la diversificación de los géneros sería más reciente, entre hace unos 3 y 1 millón de años. El árbol filogenético del urogallo muestra que la subfamilia se divide en cuatro clados:
- Clado 1) El género Bonasa es el más basal, incluyendo la especie basal Neártica B. umbellus y las especies Palearctica B. bonasia y B. sewerzowi ;
- Clado 2) El género Lagopus, con la especie neártica basal L. leucurus y las dos especies holárticas L. lagopus y L. mutus, forma un segundo clado separado de los dos siguientes;
- Clado 3) Los géneros Falcipennis, Lyrurus y Tetrao, incluyendo las especies basales neárticas F. franklinii y F. canadensis y 5 especies paleárticas;
- Clado 4) Los géneros Centrocercus, Dendragapus y Tympanuchus, incluyendo 7 especies neárticas.

Por lo tanto, se sugiere que el urogallo se originó en América del Norte, que algunos clados se desarrollaron estrictamente en América del Norte (4) y que otros se originaron en el Nuevo Mundo pero se expandieron ampliamente, en sucesivas inmigraciones a través del Estrecho de Bering, hacia Eurasia (1, 2 y 3). La evolución, diversificación y expansión de la subfamilia Tetraoninae es reciente y se correlaciona en gran medida con las variaciones climáticas del Cuaternario.